# Stor-Oxsjön
Stor-Oxsjön är en sjö i Härjedalens kommun i Härjedalen och ingår i Ljusnans huvudavrinningsområde. Sjön har en area på 0,36 kvadratkilometer och ligger 604,6 meter över havet.

## Delavrinningsområde
Stor-Oxsjön ingår i det delavrinningsområde (684951-140106) som SMHI kallar för Utloppet av Stor-Oxsjön. Medelhöjden är 651 meter över havet och ytan är 9,25 kvadratkilometer. Det finns inga avrinningsområden uppströms utan avrinningsområdet är högsta punkten. Vattendraget som avvattnar avrinningsområdet har biflödesordning 4, vilket innebär att vattnet flödar genom totalt 4 vattendrag innan det når havet efter 305 kilometer. Avrinningsområdet består mestadels av skog (71 procent) och sankmarker (19 procent). Avrinningsområdet har 0,32 kvadratkilometer vattenytor vilket ger det en sjöprocent på 3,4 procent.